# Asplundia pastazana
Asplundia pastazana är en enhjärtbladig växtart som beskrevs av Gunnar Wilhelm Harling. Asplundia pastazana ingår i släktet Asplundia och familjen Cyclanthaceae. IUCN kategoriserar arten globalt som sårbar.
Artens utbredningsområde är Ecuador. Inga underarter finns listade.